# ロースター (MLB)
メジャーリーグベースボール (MLB) におけるロースター (英: Roster, 英語発音: [ˈrɑstɚ]) とは、チームの公式戦に出場できる資格を持つ選手登録枠のこと。26人枠と40人枠の2種類がある。近年のマスメディアでは原音に近い「ロスター」と表記される。

## 概要
単に「ロースター」と言った場合は通常、負傷者リスト・育休リスト・忌引リスト等に入っており一時的に試合出場停止となっている選手も含まれる。これらの選手を除いた、実際に試合でプレー可能な選手枠はアクティブ・ロースター (英: Active Roster) と呼ばれる。

### 直近の変更点
ロースターの詳細規定は、2020年シーズンから大きく変更されている。2019年以前と比較した変更点は以下のとおり。それぞれ後述する。
1. 25人枠 → 26人枠 へ拡大
2. セプテンバー・コールアップ中のアクティブ・ロースター枠を「最大40人」→「28人」へ縮小
3. アクティブ・ロースターの選手を「投手」「野手」「二刀流」に明確に区分する（新ルール）

### 26人枠と40人枠

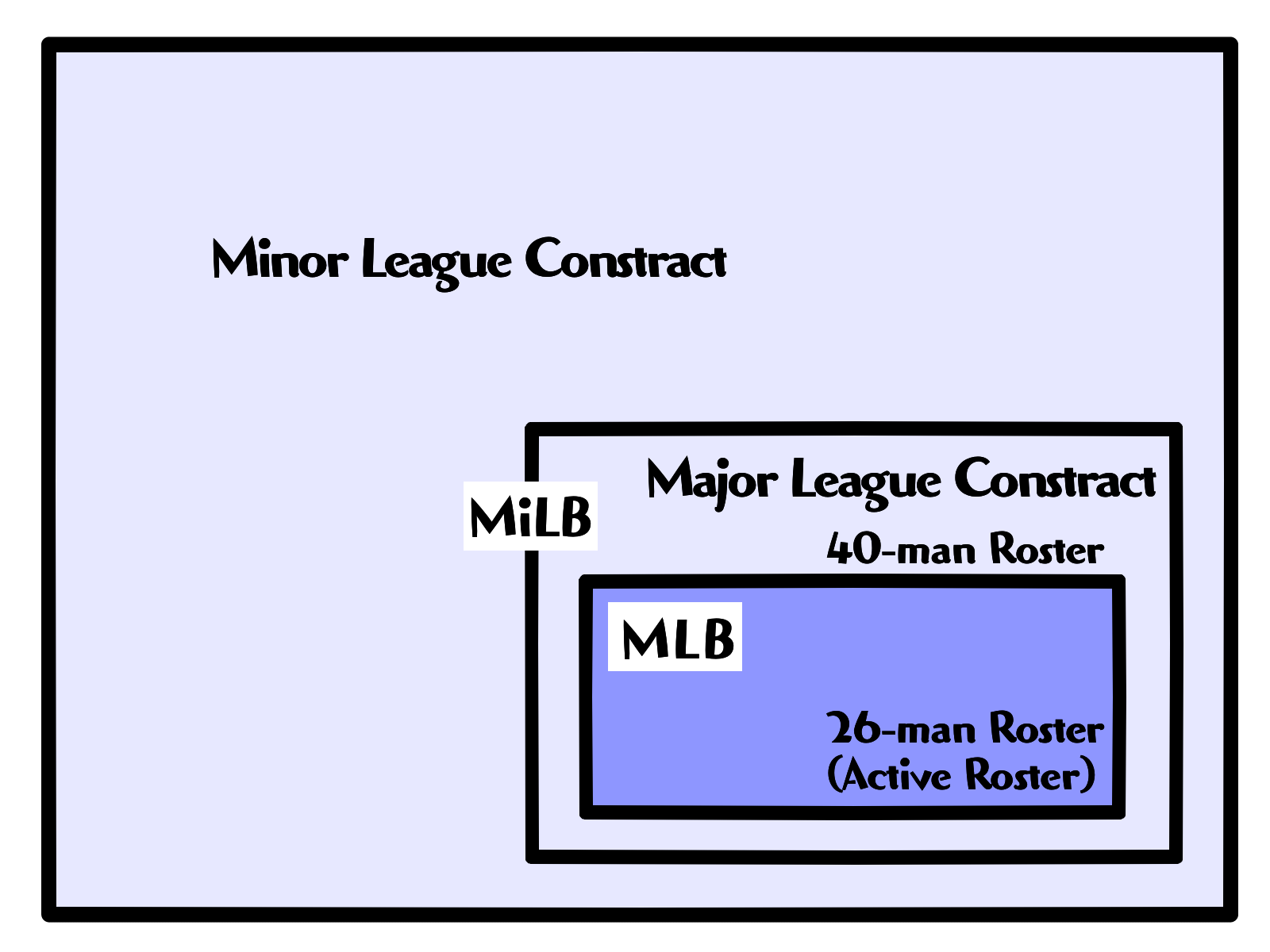
MLB-Roster

26人枠 (英: 26-man roster) とは、MLB公式戦に出場できる選手登録枠のこと。なお、登録人数は25人でもかまわない。レギュラーシーズン開幕から8月31日までの公式戦、およびポストシーズン中は26人枠が自動的にアクティブ・ロースターとなる。アクティブ・ロースターは全員ベンチ入りし、この26人で各試合の選手起用をやり繰りする必要がある。
40人枠 (英: 40-man roster) とは、MLB各球団が直接支配下に置く40人の選手登録枠のこと。「リザーブリスト」(英: Major League Reserve List)、「拡大ロースター」(英: Expanded Roster) とも呼ばれる。26人枠の選手は全員が40人枠に含まれ、40人枠の選手は全員がメジャー契約を結ぶ。ポストシーズンゲーム出場には原則として、8月31日時点で当該チームの40人枠に入っていることが必要条件になる。また12月に開催されるルール5ドラフトにおいて、40人枠の選手は指名対象外となる。
8月31日までの間、26人枠に含まれない40人枠内の選手は、40人枠外（マイナー契約）の選手たちと共にマイナーリーグで調整や公式戦を行いながら、26人枠の選手との入れ替わりでメジャー昇格 (英: Call-up) する機会を待つことになる。
新たな選手を40人枠に登録する場合は、40人枠内の任意選手にDFA (英: Designated For Assignment) の措置をして40人枠から外すか、負傷者リスト（60日）へ登録することによって枠を空ける必要がある。

### セプテンバー・コールアップ
9月1日以降のレギュラーシーズン中はアクティブ・ロースターの枠が28人に拡大される（登録28人未満は不可）。これを「セプテンバー・コールアップ」 (英: September call-up) と呼ぶ。なお9月1日以降でも、マイナー契約選手はまず40人枠に入らない限りアクティブ・ロースター入りの可能性はない。

### ダブルヘッダーに伴う追加登録枠
2012年シーズンから、昼と夜に分かれて行われる48時間以上前に開催が決まった8月31日までのダブルヘッダー開催日に限り、アクティブ・ロースターに選手を1人追加登録することが可能となった。この追加登録選手は「27th man」とも呼ばれる。再開されるサスペンデッドゲームを含む1日2試合開催日にも選手を1人追加招集できるが、この選手は再開試合の方に出場することはできない。

## 選手区分
各選手がそのシーズンで初めてMLBのアクティブ・ロースターに登録される際、各チームはその選手を「Pitcher（投手）」「Position Player（野手）」「Two-Way Player（二刀流選手、TWP）」のいずれかに区分しなければならない。各区分の条件や制約などは以下のとおり。本ルールは2020年から施行予定だったが、COVID-19感染拡大の影響により2022年からの施行に延期された（#特例を参照）。
- Pitcher（投手）
  - アクティブ・ロースターに13人以内（ダブルヘッダー追加登録時、またはセプテンバー・コールアップ期間中は14人以内）
  - 野手や指名打者として出場することに制限なし
  - 「野手」区分への変更は、当シーズン終了まで不可

- Position Player（野手）
  - 以下のいずれかに該当する状況でのみ、投手として公式戦に登板できる[9][注釈 3]。
    1. 延長戦
    2. 8点以上リードされている
    3. 9回時に10点以上リードしている

  - 「投手」区分への変更は、当シーズン終了まで不可

- Two-Way Player（二刀流選手）
  - 当シーズン中（または過去2シーズンのうち少なくとも1シーズン内）で以下を共に満たした選手は、自動的にTWP資格を得る[10]。このため、あるシーズン中に下記要件を満たせば、2シーズン先までTWP資格を保持できる。
    1. 投手として20イニング以上投げている
    2. 野手または指名打者として出場し、3打席以上を記録した試合が20以上ある

  - TWPは以下の権利を得る。
    1. 投手の人数計算には含まれず、且つ投手/野手/指名打者いずれでも制限なく出場できる
    2. 「投手」として負傷者リストに登録し、マイナーリーグの試合にリハビリ出場しながら (英: Rehab assignment) 、同時に「野手/指名打者」としてアクティブ・ロースターに留まる（MLB公式戦に出場する）ことを選択できる[11]

MLB公式サイトは「TWPが1人いるチームは、投手枠が実質1つ増えるメリットを得る」と解説している。なお2023年までは、前々年に条件を満たしていてもTWP資格は得られなかったが、ルール施行初年度（2020年）に限り認められ、これにより大谷翔平がMLB初のTWPとなる見込みだった（前述のとおり本ルールの適用が延期されたため、大谷が実際にTWPとしてプレーしたのは2022年開幕から）。こうした経緯もあり、一部メディアはこの二刀流に関する規定を "The Shohei Ohtani rule"（大谷翔平ルール）と名付けた。
なお2022年から「先発投手が指名打者を兼務できる」ルールが施行されており、TWPの要件は最短20試合で満たすことが可能となった。

## サービスタイム
キャリア通算で、各選手がレギュラーシーズン期間中にMLBのアクティブ・ロースター（負傷者リストなど各種出場停止リスト登録中期間も含む）に登録されていた日数を「（メジャーリーグ）サービスタイム」 (英: Major League Service time , 以下MLS) と呼ぶ。
表記上は登録1日でMLS=0.001、171日で0.171、172日で小数点が繰り上がり1.000となる。MLBのレギュラーシーズン期間は例年180日以上あるが、年間172日以上登録されればMLSが1年分 (1.000) 加算される。1シーズンで獲得できるMLSは最大で1.000（年間173日以上登録されてもMLSは一律1.000の加算）。なお、1シーズンのオプション期間（40人枠に留まったまま、26人枠から外されていた期間）が合計20日未満だった選手は、40人枠に172日以上登録されていればMLSが1.000加算される。
MLSが5.000に達すると、選手はマイナー降格（英: Optioned - 40人枠に残したまま26人枠から選手を外す措置）に対する拒否権を取得する。そのほか、MLSの蓄積によって以下の権利を取得する。
| MLS         | 取得する権利                        |
| ----------- | ----------------------------------- |
| 3.000に近い | 年俸調停権 ※追加条件あり            |
| 3.000       | 年俸調停権                          |
| 3.000       | （DFAなどに伴う）マイナー契約拒否権 |
| 5.000       | マイナー降格拒否権                  |
| 6.000       | FA権                                |
| 10.000      | トレード拒否権 ※追加条件あり        |

以上の規定により、チーム不動の主力となりうるトッププロスペクト（若手有望選手）について、シーズン開幕から一定期間が過ぎた時期にメジャーデビュー（アクティブ・ロースター入り）させる球団が多くあった。これは、デビューを少し遅らせることで6年目終了時にMLSが6.000に到達しないよう操作し、実働7年目終了まで保留権をキープしようとする思惑がある。
この操作を抑制する目的もあり、特定条件を満たす若手有望選手を対象に、2022年より以下の規定が追加された。
- 最優秀新人選手賞（新人王）の投票で2位以上となった選手は、登録日数にかかわらず当シーズンのMLSを1.000とする。
- 当該シーズンのMLSが1.000であった選手は「PPI(Prospect Promotion Incentive)資格選手」となる。PPI資格選手が新人王を獲得するか、または年俸調停権を取得するまでにサイ・ヤング賞かMVP投票で3位以上となった場合、球団は1巡目指名終了直後のドラフト指名権を1つ追加獲得する[22]。

## マイナー・オプションとマイナー降格
「マイナー・オプション」（または単に「オプション」）とは、40人枠内（26人枠外）で球団が有望選手を飼い殺すことを防ぐために設けられた規定。MLB規約の第11条で述べられている。選手は、キャリアで初めて40人枠に登録された際に「マイナー・オプション」を3シーズン分与えられ、以下のとおり運用される。
- 選手がマイナー降格となった際、または40人枠の選手がシーズンの開幕26人枠に入れなかった際、選手は「オプション (Optioned) 」されたと表現する。
- 球団は1シーズン中、1人の選手に対し5回までオプションできる（2021年以前は回数制限なし）[21]。すなわち、リスクを負わずに26人枠～40人枠間でその選手を昇降格（5回まで往復）させることができる。
  - マイナー降格した選手は、10日間（投手や二刀流選手は15日間）経過しないと再昇格 (英: Recall) させることができない。ただし、アクティブ・ロースターの選手の負傷者リスト登録に伴って代替選手を補充する場合、またはダブルヘッダーに伴う追加選手登録時に限り、マイナー降格後の経過日数にかかわらず即再昇格させることが可能[25]。
  - ダブルヘッダー終了後、追加登録選手（27th man）がアクティブ・ロースターから外れる際にはオプション回数を消費しない。

- シーズン終了時、当シーズンで1回以上オプションされ、且つマイナー在籍期間が合計20日以上だった選手は、1シーズン分のマイナー・オプションを消費する[26]。
  - 長期負傷選手（同シーズン中、負傷者リストに登録されていなかった期間が30日未満の選手）は、マイナー・オプションを消費しない。
  - プロ在籍5年[注釈 10]に達する前に3シーズン分のマイナー・オプションを消費し終えた選手には、1シーズン分のマイナー・オプションが追加で与えられる[24][27]。

マイナー・オプション、または年5回のオプションを使い果たした選手を、球団はオプションできなくなる。もしアクティブ・ロースターから外したい場合は、前述のマイナー降格拒否権を持つ選手のケースと同じく「DFAの措置をして40人枠からも外す（DFA後、トレードまたはウェイバー公示を行う必要があり、他球団から獲得申込みがあった場合はその選手を放出しなければならないリスクが生じる）」または「負傷者リスト登録」「トレード」といった手段を用いる必要がある。マイナー・オプション数は、チーム移籍やDFA・自由契約などによっても回復することはない。
以上から、3シーズンを超えて特定選手を26人枠外（40人枠内）で保有し続けることは原則不可能となっている。

## 登録リスト
ロースター内の選手が特定の理由により試合出場不可能となった場合、以下の各種リストに登録することで該当選手は出場メンバーから一時的に離脱し、ロースターの人数勘定から外れる。これにより枠が空き、代替選手を40人枠や傘下マイナー組織などから補充することができる。なお代替選手の登録や再降格に際しては特別な優遇措置は無く、通常と同じくCall-up/Option等の手順を踏む必要がある。下記以外では、Military List（兵役リスト）が存在する。

### 負傷者リスト (Injured List)
「10日間ILまたは15日間IL」に登録中の間、選手はアクティブ・ロースターの人数勘定から外れる（他選手をアクティブ・ロースターに補充することができる）。「60日間IL」に登録中の間、選手は更に40人枠の人数勘定からも外れる（他選手を40人枠に加えることができる）。

### 忌引リスト (Bereavement List) / 家族救急リスト (Family Medical Emergency List)
アクティブ・ロースターの選手の家族（2親等内の血族、配偶者およびその両親）に不幸があった、または救急医療の必要が生じた場合、選手は最低3日間・最高7日間一時離脱できる。各リストに登録中の間、40人枠の他選手をアクティブ・ロースターに補充することができる。なお離脱期間が7日間を超える場合、制限リスト（後述）への登録に移行する必要がある。

### 育児休暇（父性リスト・Paternity List)
Paternity List（直訳：父性リスト) は2011年シーズンから導入された。アクティブ・ロースターの選手が家族の出産に立ち会う、産後に母子の世話をするなどの理由で24時間から72時間の一時離脱が許可され、離脱中は40人枠の他選手をアクティブ・ロースターに補充することが可能になった。MLBでは家族の出産に立ち会うため試合を休む選手は珍しくないが、この制度が出来るまでは代替選手の登録などは不可能だった。
初適用は、2011年4月15日にレンジャーズのコルビー・ルイスで、第2子の出産後にチームから一時離れた。

### 制限リスト (Restricted List)
薬物規定違反や事件関与などによりMLB機構から出場停止処分を科された選手は、自動的に制限リスト (英: Restricted List) に登録される。また、選手の私的な事情（卒業まで学業優先、家庭の事情、無断離脱や行方不明、チーム内での不祥事や揉め事、アルコール依存症のような本人の責に帰する病気など）により、各チームが制限リストへの選手登録をMLB機構に申請する場合がある。登録された選手は40人枠の人数勘定から外れ、登録期間の日数分はサービスタイムに加算されず、球団側に賃金の支払い義務も発生しない。加えて、選手はチーム帯同や練習への参加、球団保有施設の利用が制限される場合もあるが、選手の保留権は球団が引き続き保持した状態となる。

### 管理休職 (Administrative leave)
特定の理由（事件や事故の事実調査、制限リスト登録の妥当性調査など）により、MLB機構は選手を7日間休職させることができる。制限リストとは異なり、休職期間中もサービスタイムは加算され、賃金も支払われる。なお、選手およびMLB選手会は、この措置に異議申し立てを行うことができる。また、MLB機構は調査終了まで休職期間を延長できるが、その際はMLB選手会の同意が必要となる。近年では、トレバー・バウアー（2021年）、ワンダー・フランコおよびフリオ・ウリアス（ともに2023年）などの適用例がある。

### 育成リスト (Development List)
マイナーリーグ（MiLB）のレギュラーシーズン期間限定で採用されているリスト。登録には当該選手およびMLB機構の承認が必要で、40人枠の選手や、負傷した選手は登録できない。登録中の選手はチームに帯同してトレーニングを行うことはできるが、MiLBのアクティブ・ロースターの人数勘定から外れ、MiLB公式戦には出場できない。リストには少なくとも7日間登録される。実用目的としては「アクティブ・ロースターのバランスを取る」「（若手投手の）投球イニングを制限する」「試合から一時離れ、フォームや投球スタイルなどの改造を行う」といったものがある。

## 特例

### 2020年
新型コロナウイルス (COVID-19) 感染拡大の影響によってレギュラーシーズンが60試合に短縮された2020年は、ロースター規定も大幅に変更された。2020年限定の主な規定は以下のとおり。
- レギュラーシーズン開幕から2週間は、アクティブ・ロースターを最大30人（最少25人）に拡大。以降、シーズン終了までは最大28人に拡大[37]。
  - ダブルヘッダーに伴う追加選手登録は開幕5週目以降から適用開始。9月の登録枠拡大（セプテンバー・コールアップ）は無し。
- 負傷者リスト (IL) の60日間ILを45日間ILに短縮。15日間ILは10日間ILに短縮。また「COVID-19関連IL (COVID-19 related injured list) 」を新設。
- 球団は、従来のアクティブ・ロースターや40人枠のリストに加え、プレーヤー・プール (Player Pool, 最大60人) と呼ばれる選手リストを提出する。
  - アクティブ・ロースターに登録されていないプレーヤー・プール登録選手は、本拠地球場に近い代替トレーニング地 (Alternate Training Site) で待機し、練習・調整を行う。
  - プレーヤー・プールに登録されていない選手は、MLBのキャンプや公式戦に参加できない。シーズン中にトレードすることもできない。
  - 40人枠に登録されていない選手は（プレーヤー・プールに登録されていても）負傷者リストに登録できない。ただしCOVID-19関連ILには登録可能。
  - トレード放出・解雇・DFA・選手譲渡 (Waiver Claim)・選手返還（ルール5ドラフト獲得選手の返還）に伴い、選手は球団のプレーヤー・プールから永久的に削除される。また、45日間IL・COVID-19関連IL・制限リスト登録に伴い、選手は所定期間プレーヤー・プールの人数勘定から外れる。これらにより、新たな選手を空いたプレーヤー・プールに登録することが可能。逆に言えば、これらの手続き無しで選手をプレーヤー・プールから除外することはできない。
  - DFAを除き、プレーヤー・プールから一度削除された選手は、同球団のプレーヤー・プールに再登録することができない。
- 「タクシー・スクワッド」(Taxi Squad) ルールを新設。
  - ビジターゲーム（遠征時）において、チームはアクティブ・ロースターに加え、予備登録選手として最大5人[37]の選手（タクシー・スクワッド）を帯同させることができる。
  - タクシー・スクワッドは、プレーヤー・プールの登録選手から選抜する。ただし、捕手を1人以上登録しなければならない。
  - タクシー・スクワッドは、遠征中にアクティブ・ロースターから負傷者やCOVID-19の影響による離脱者が発生した場合、代替選手としてその遠征試合に出場する資格を得る。なお出場の有無にかかわらず、MLSに日数加算はされない。
- 選手区分（前述）の新ルール適用は延期。
  - 野手でも、試合状況にかかわらず投手として公式戦に登板できる。
  - 投手の人数制限は行わない。
- MLSは日割り計算により加算される[注釈 14]。

### 2021年
以下の特別規定については、2021年も継続して施行された。
- 負傷者リスト (IL) の15日間ILは10日間ILに短縮。「COVID-19IL (COVID-19 injured list) 」の設置。
- プレーヤー・プールと代替トレーニング地 (Alternate Training Site) の設置 ※マイナーリーグ開幕までの期間
- タクシー・スクワッド
- 選手区分の新ルール適用延期

### 2022年
MLBロックアウトによるスプリングトレーニング期間短縮やシーズン開幕日遅延の影響もあり、2022年はロースターに関する以下の特別規定が5月1日までの期間限定で施行された。
- アクティブ・ロースターを28人に拡大。
- 負傷者リスト (IL) の15日間ILは10日間ILに短縮。
- 対象期間中のオプション回数はカウントしない。
- 投手の登録人数制限、野手の登板制限は行わない。